# Sobkowa Czuba
Sobkowa Czuba (słow. Suchá kôpka) – turnia znajdująca się w górnej części Sobkowej Grani w słowackich Tatrach Wysokich. Od strony wschodniej graniczy z głównym wierzchołkiem masywu Lodowego Szczytu, od którego oddziela go Wyżni Sobkowy Przechód. Z kolei na zachód od Sobkowej Czuby położony jest Sobkowy Kopiniak, oddzielony Pośrednim Sobkowym Przechodem.
Północne stoki opadają z Sobkowej Czuby do Doliny Suchej Jaworowej, południowe – do Sobkowego Żlebu. Na szczyt nie prowadzą żadne szlaki turystyczne. Najdogodniejsza droga dla taterników prowadzi na Sobkową Czubę z Wyżniego Sobkowego Przechodu.
Pierwsze wejścia:
- letnie – Ferenc Barcza, Imre Barcza i Oszkár Jordán, 16 maja 1910 r.,
- zimowe – Jerzy Pierzchała, 27 kwietnia 1936 r.[2]